# Sycanthidae
Sycanthidae is een familie van sponsdieren uit de klasse van de Calcarea (kalksponzen).

## Geslachten
- Dermatreton Jenkin, 1908
- Sycantha Lendenfeld, 1891